# Полом (Республика Сербская)
Полом (серб. Полом / Polom) — село в общине Братунац Республики Сербской Боснии и Герцеговины. Население составляет 222 человека по переписи 2013 года.

## География
Полом расположен на реке Дрина и окружён горами. Занимаемая площадь — 851 гектар.

## Экономика
В селе развивается сельское хозяйство: земледелие и скотоводство. Выращивается малина. С декабря 2007 года через село проходит дорога, соединяющая Полом с городами Зворник (30 минут пути) и Братунац (10 минут пути).

## История
Село многократно разорялось и сжигалось за время Второй мировой войны, немцами, усташами и их союзниками. В здании начальной школы располагался когда-то главный штаб усташей. Село обороняли в разное время четники и партизаны, перешедшие из Сербии через Дрину. Особенно отличался отряд четников под командованием Александра «Лелы» Петковича. Одно из сражений, в котором четники разгромили наголову усташей, получило название «Борьба под стеной» (серб. Борба под стеном).

## Культура
В селе есть православная церковь и 4-классная начальная школа. Дальнейшее образование дети получают в Братунаце.

## Известные уроженцы
- Евто Павлович-Вихоровац, народный певец.